# Ben Smith (rugby à XV)
Pour les articles homonymes, voir Ben Smith et Smith.

a Compétitions nationales et continentales officielles uniquement.

b Matchs officiels uniquement.
Dernière mise à jour le 24 avril 2020.
Ben Smith, né le 1er juin 1986 à Dunedin, est un international néo-zélandais de rugby à XV, évoluant au poste d'arrière ou d'ailier. En Super 15, il évolue au sein de la franchise des Highlanders. Il est l'arrière titulaire de la formation All Black qui remporte la Coupe du monde 2015.

## Biographie

### Jeunesse et formation
Fils de Stu et Karen Smith, Ben Smith grandit à Dunedin. Il commence à pratiquer le rugby à XV avec le Green Island club à l'âge de six ans. Il joue ensuite avec l'équipe de la King's High School. En 2004, à dix-huit ans, il se rend pour un an à la Colston's School de Bristol, retrouvant son ancien entraîneur à Dunedin, Darryl Paterson. En parallèle de son activité de professeur assistant, il pratique le rugby avec Old Colstonians. Il fait ensuite son retour en Nouvelle-Zélande pour effectuer des études en éducation physique à l'université d'Otago. Il évolue alors l'équipe locale de Green Island.

### Débuts professionnels et premières capes (2008-2012)
En 2008, il est recruté par Otago, province avec laquelle il dispute la Air New Zealand Cup, Championnat National des Provinces. En 2009, il débute dans le Super 14 avec la franchise des Highlanders. Lors de cette première saison, il dispute la totalité des treize rencontres de son équipe, inscrivant quatre essais. Le Bilan des Highlanders est de quatre victoires pour neuf défaites, pour terminer à la onzième place de la compétition.
En octobre 2009, il figure dans un groupe de 33 joueurs pour la tournée des All Blacks en Europe. Il fait ses débuts avec ces derniers à San Siro lors d'un test face aux Italiens. Il dispute un deuxième match lors de cette tournée, face aux Barbarians où il inscrit son premier essai sous le maillot noir.
En 2010, il participe de nouveau à l'ensemble des rencontres des Highlanders qui terminent à la douzième place, avec seulement trois victoires. Il inscrit deux essais. La même année, il figure parmi les quatre joueurs All Blacks, avec Zac Guildford, Hosea Gear puis Liam Messam, à figurer dans l'équipe de Nouvelle-Zélande de rugby à sept pour les Jeux du Commonwealth 2010 à New Delhi. Les Néo-Zélandais s'imposent en finale face aux Australiens sur le score de 24 à 17.
Le bilan des Highlanders s'améliore lors de la saison suivante, compétition désormais connue sous le nom de Super 15. La franchise termine à la troisième place de la conférence néozélandaise avec un bilan équilibré de huit victoires et hui défaites. Smith est de nouveau présent lors de chacune des rencontres, avec un bilan de deux essais. C'est en juillet 2011 qu'il retrouve l'équipe des All Blacks, à l'occasion d'un rencontre face aux Fidji à Dunedin où il remplace Sitiveni Sivivatu. Il est toutefois non retenu pour la Coupe du monde.
Le bilan des Highlanders s'améliore encore lors de la saison 2012 avec neuf victoires et sept défaites, mais la franchise termine quatrième de sa conférence. Il dispute quatorze de ces rencontres, inscrivant deux essais. Il fait son retour avec les All Blacks en juin, face à l'Irlande qui effectue une tournée de trois tests. Il est remplaçant lors des deux premiers tests, inscrivant son premier essai en test lors de la deuxième rencontre, à Christchurch. Pour le dernier test, à Hamilton, il est titularisé au poste d'ailier. Retenu dans le groupe des joueurs disputant le Rugby Championship, il dispute les tests d'Auckland face aux Australiens, l'Argentine, à Wellington et La Plata, en tant que remplaçant au poste de centre. C'est toujours en tant que remplaçant qu'il dispute la Bledisloe Cup face aux Australiens, match terminé par un nul. Pour le premier test de la tournée de novembre, il est titulaire au poste de centre face à l'Écosse. Face au pays de Galles, il retrouve le banc de touche, rentrant en jeu en tant qu'ailier. La semaine suivante, c'est en tant qu'arrière qu'il assure son intérim.

### L'un des meilleurs joueurs du monde (2013-2019)

Ben Smith sous le maillot des Highlanders.

En 2013, les Highlanders, avec trois victoires et treize défaites, terminent cinquième et dernier de la conférence néozélandaise. Ben Smith dispute les seize rencontres et inscrit six essais. Avec les All Blacks, il dispute les trois tests de juin face aux Français au poste d'ailier. Il inscrit un essai lors du deuxième, à Christchurch, puis un nouveau à New Plymouth. Pour le premier test du Rugby Championship, face aux Wallabies à Sydney, il inscrit trois essais lors d'une victoire 47 à 29. La semaine suivante, à Wellington, il inscrit deux essais, toujours face aux Australiens, la victoire 27 à 16 assurant à la Nouvelle-Zélande de conserver la Bledisloe Cup. Après deux nouvelles victoires, face à l'Argentine puis les Springboks, il inscrit deux essais face aux Argentins, puis un autre face aux Sud-Africains. Avec huit essais en six rencontres, il établit un nouveau record d'essai sur une édition. La Nouvelle-Zélande porte ainsi à douze le nombre de victoires consécutives. Ian Foster, l'adjoint de Steve Hansen au sein des All Blacks, avoue que Ben Smith est victime de ses qualités, celles-ci soit assurant une polyvalence qui conduit Hansen à l'utiliser en tant que remplaçant pour profiter de sa possibilité de couvrir les postes de centre, ailier et arrière. Ce sont ces mêmes qualités qui le conduisent au poste de centre lors de la pause de Conrad Smith lors des matchs de novembre, où il inscrit un essai face au Japon.
Au terme de cette saison, il figure parmi les cinq joueurs sélectionnés pour la désignation du meilleur joueur du monde IRB, en compagnie de son compatriote Kieran Read, du Sud-Africain Eben Etzebeth, du Gallois Leigh Halfpenny, de l'Italien Sergio Parisse. Le titre est finalement octroyé à Kieran Read.
Pour la saison 2014, Ben Smith est nommé co-capitaine des Highlanders avec Willie Ripia (en). Les Highlanders équilibrent leur bilan, huit victoires et huit défaites. Le bilan personnel de Ben Smith est de cinq essais en seize rencontres disputées.
Hospitalisé en juillet en raison d'une infection à une jambe, il est toutefois présent lors du premier d'une série de trois tests face aux Anglais. Lors du deuxième test, il est titularisé pour la première fois de sa carrière au poste d'arrière des All Blacks, Israel Dagg étant blessé. Il inscrit le premier des trois essais de son équipe qui s'impose 28 à 27 à Dunedin. C'est de nouveau au poste d'arrière qu'il dispute le troisième test, remporté 36 à 13.
Lors du Rugby Championship, il dispute les deux premières rencontres, face à l'Australie, à Sydney puis Auckland, à ce même poste, ces rencontres se soldant par un nul puis une victoire néo-zélandaise. Israel Dagg retrouve un poste de titulaire du poste d'arrière face à l'Argentine, Smith retrouvant un poste d'ailier. C'est également avec cette disposition que les All Blacks affrontent les Springboks à Wellington, les néo-zélandais remportant par 14 à 10 la troisième victoire consécutive dans la compétition. Il inscrit un essai face à l'Argentine où les Néo-Zélandais s'assurent de la victoire finale du avant la dernière rencontre face aux Sprinboks. Ces derniers, en s'imposant mettent un terme à une série de vingt-deux tests sans défaite. Il inscrit lors de cette rencontre un deuxième essai.
Après cette compétition, où il a disputé l'intégralité des six rencontres, il est mis au repos par l'encadrement néozélandais. Il retrouve les All Blacks à Twickenham pour sa quatrième confrontation de l'année face aux Anglais. Les All Blacks confirment leurs victoires de juin en s'imposant 24 à 21. Pour le match suivant, face à l'Écosse à Murrayfield, il est positionné au poste d'arrière.
L'édition 2015 du Rugby Championship est limité à trois journées. Absent lors du premier match en Argentine, il inscrit un essai lors de la victoire 27 à 20 face aux Springboks à Johannesburg puis s'incline à Sydney face aux Wallabies. Figurant dans le groupe néo-zélandais pour la coupe du monde. Il dispute les sept rencontres de son équipe, la rencontre contre la Namibie étant la seule où il n'est pas titulaire. Il inscrit deux essais, contre les Namibiens et contre les Tonga. Lors de cette rencontre, il devient le premier joueur de l'histoire à recevoir un carton jaune lors d'une finale de coupe du monde.
Il participe au Super Rugby, inscrivant quatre essais avant une première trêve internationale, contre les Blues, où il inscrit deux essais, les Lions, et les Brumbies. Lors de la série de tests contre les Gallois le mois de juin, il inscrit un essai lors des deuxième et troisième rencontres, qu'il dispute au poste d'ailier, le poste d'arrière étant occupé par Israel Dagg. Il retrouve ensuite les Highlanders, inscrivant un essai contre les Jaguares puis disputant deux rencontres de phase finale, un quart victorieux contre les Brumbies et une défaite à Johannesburg contre les Lions.
Lors du Rugby Championship 2016, il inscrit un doublé lors de troisième journée face à l'Argentine. Il inscrit également un essai lors de chacune des trois rencontres suivantes, à Christchurch contre l'Afrique du Sud, Buenos Aires contre l'Argentine et Durban contre les Springboks, la Nouvelle-Zélande remportant une nouvelle fois la compétition, en remportant les six rencontres,. De plus, elle égalise le record de matchs remportés d'affilée toutes compétitions confondues avec dix-sept succès lors de la dernière journée où elle bat largement l'Afrique du Sud 57 à 15, chez elle à Durban.
Sa saison de Super Rugby est perturbée par les blessures, une commotion cérébrale lors du premier match de la saison contre les Chiefs, puis une blessure à la hanche. Lors de cette saison avec sa franchise, il inscrit deux essais, contre Sunwolves et les Blues.
Avant de rencontrer les Lions lors de la tournée 2017, il affronte avec la Nouvelle-Zélande les Samoas. Titulaire lors du premier test de la série à Auckland, il sort après trente minutes, victime d'une commotion cérébrale, ce qui le prive des deux tests suivants. Il dispute en août deux rencontres de Rugby Championship face à l'Australie, où il inscrit lors de chacune de ces deux victoires. Après ces deux rencontres, il prend un congé sabbatique qui le prive des huit rencontres de la fin de saison des All blacks.
Pour la saison 2018 de Super Rugby, Ben Smith dispute quinze rencontres, trois essais, deux avec une transformation contre les Brumbies et un contre les Crusaders. La compétition se termine pour les Highlanders par une défaite en quart de finale face aux Waratahs.
Pour le début de la saison internationale des All blacks, lors une tournée de l'équipe de France qui vient disputer trois tests en juin, Ben Smith est replacé à l'aile, Jordie Barrett prenant le poste d'arrière dans une rencontre où la Nouvelle-Zélande aligne les trois frères Barrett, avec Scott en deuxième ligne et Beauden à l'ouverture. Lors de chacune de ces rencontres, Ben Smith inscrit un essai, lors des victoires 52 à 11 d'Auckland, 26 à 13 à Wellington et enfin 49 à 14 à Dunedin en tant qu'arrière après deux matchs au poste d'ailier. Il dispute ensuite les six rencontres du Rugby Championship, les All blacks remportant cinq victoires et concédant une défaite à Wellington contre les Springboks. Après une victoire en Bledisloe Cup contre l'Australie, il fait partie de l'équipe qui se rend en tournée dans l'hémisphère nord, où il remporte une victoire face à l'Angleterre et concède la défaite face à l'Irlande.
En décembre son arrivée est annoncée au sein du club français de la Section paloise. Celle-ci est confirmée par le club en juin, pour une seule saison. En mai, il se blesse lors d'une rencontre face aux Chiefs, blessure qui doit l'obliger à une absence de six à huit semaines, et le priver de la fin de saison de cette compétition. Il est finalement de retour pour le quart de finale opposant les Highlanders aux Crusaders, rencontre remportée 38 à 14 par les Crusaders. Son bilan personnel est de trois essais marqués, contre les Queensland Reds, les Crusaders en phase poule, et les Chiefs, en neuf rencontres.
Il commence sa saison internationale par la rencontre du Rugby Championship face l'Argentine. Lors des deux autres rencontres de cette compétition, il retrouve son ancien poste d'ailier, Steve Hansen désirant utiliser Richie Mo'Unga au poste de demi d'ouverture, déplaçant ainsi Beauden Barrett au poste d'arrière. Ben Smith retrouve un poste d'arrière pour le match de préparation contre les Tongas, où il inscrit deux essais.

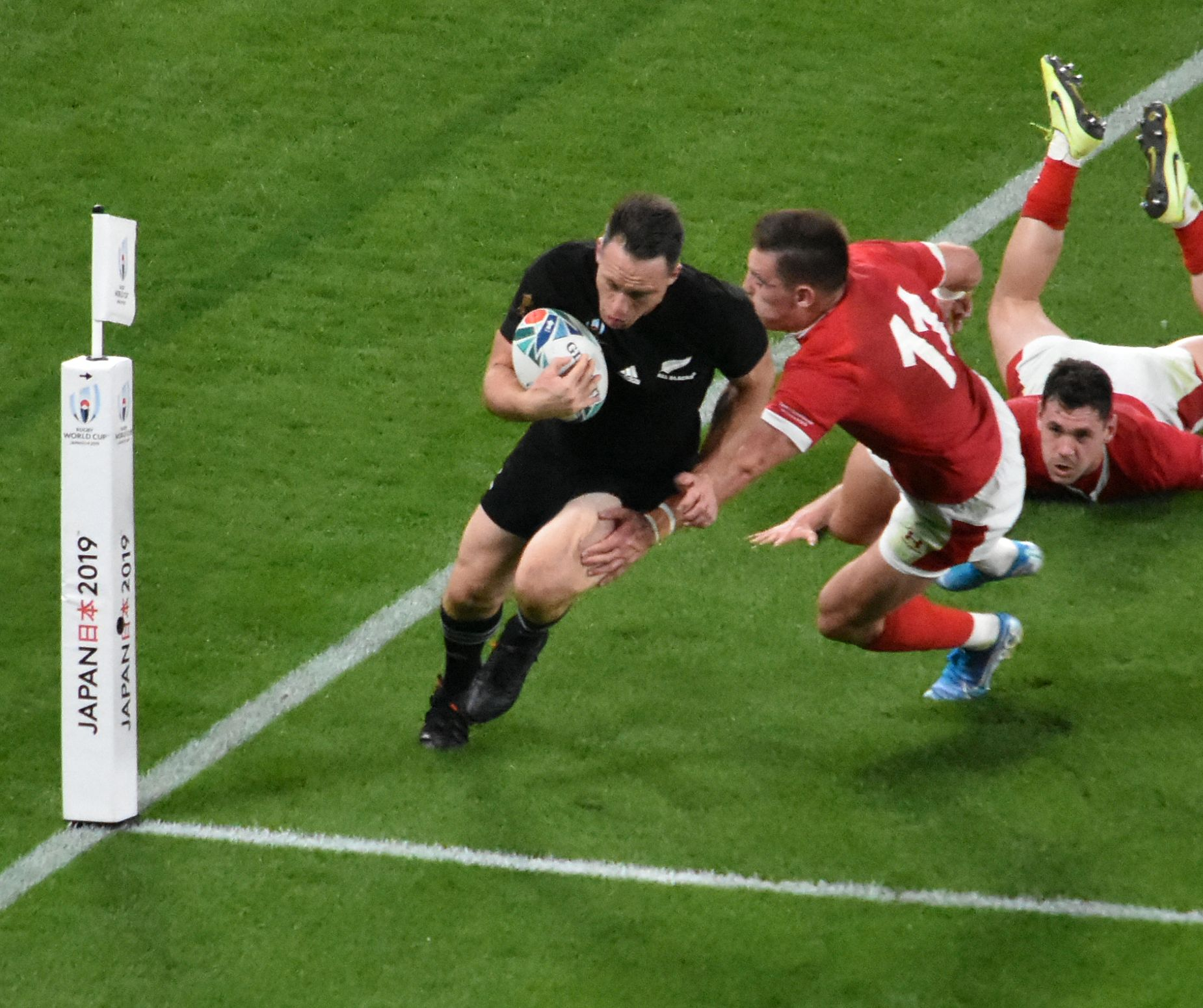
Face aux Gallois, lors de la finale pour la 3e place de la Coupe du monde 2019.

En août 2019, il est retenu dans le groupe de 31 joueurs sélectionné pour disputer la Coupe du monde au Japon. L'option de Hansen de jouer avec Mo'Unga et Barrett conduit Ben Smith à un poste de remplaçant, celui-ci se voyant préférer George Bridge et Sevu Reece au poste d'ailier. Rentré en jeu à la place de Mo'Unga lors de la victoire 23 à 13. Il rentre en cours de rencontre contre le Canada, puis est titulaire au poste d'arrière contre la Namibie où il inscrit deux essais. Pour son dernier match avec les All blacks avant de rejoindre la France, il inscrit deux essais contre les Gallois.

### Fin de carrière à Pau puis au Japon (2019-2022)
Pour son premier match avec la Section paloise, contre le Stade français, perdu 21 à 18, il écope d'un carton rouge pour un coup de coude au visage du talonneur adverse. Il est suspendu trois semaines pour ce geste. Il dispute cinq rencontres de Top 14 et deux rencontres du challenge européen. En fin de contrat en juin, et la saison terminée en raison de la pandémie de Covid-19, il se met d'accord avec son club pour rentrer en Nouvelle-Zélande en avril,.
À son retour en Nouvelle-Zélande, il exclut toute possibilité de renouer avec son ancienne franchise des Higlanders mais désire retrouver son ancien club de Dunedin club rugby. Il s'engage finalement au Japon, avec les Kobelco Kobe Steelers pour la saison 2021 du championnat japonais. Après une première saison durant laquelle il joue huit matchs et marque un essai, il décide de se réengager avec son club japonais pour une dernière saison en 2022, avant de prendre sa retraite sportive à l'issue de celle-ci.

## Vie privée
Ben Smith est marié à Karen depuis janvier 2015 à Wanaka. Le couple a une fille, Annabelle Clair Smith, née en mars de la même année et un fils, Walter, né en mars 2017.

## Statistiques internationale
Ben Smith compte 84 capes, dont 72 titularisations avec les All Blacks, pour un bilan de 74 victoires, sept défaites et trois nuls. Il inscrit 39 essais, pour un total de 195 points. Sur ces rencontres, 34 sont disputées dans le cadre du Rugby Championship, avec vingt-huit victoires, deux nuls et quatre défaites. Avec les Kiwis, il dispute deux Coupe du monde en 2015 et 2019. Il participe à huit éditions du The Rugby Championship en 2012, 2013, 2014, 2015, 2016, 2017, 2018 et 2019.

## Palmarès

### Coupe du monde
Ben Smith participe à deux éditions de coupe du monde, en 2015 où il remporte le titre en participant aux sept rencontres de son équipe, six en tant que titulaire, et évoluant au poste d'arrière. Il inscrit deux essais lors de cette compétition, contre la Namibie et contre les Tonga. Lors de l'édition suivante, il dispute quatre rencontres, les trois premières lors de la phase de poule, avec une seule titularisation au poste d'arrière contre la Namibie, et la rencontre pour la troisième place contre le pays de Galles. Il inscrit deux essais contre la Namibie et deux contre le pays de Galles.

### Rugby Championship
Smith participe à 8 éditions du Rugby Championship, remportant six éditions en 2012, 2013, 2014, 2016, 2017 et 2018. Il compte trente-quatre sélections sur cette compétition, remportant vingt-huit victoires, deux nuls et quatre défaites. Il inscrit 18 essais.